# クライーノ・コノステノ
クライーノ・コノステノ（伊: Claino con Osteno）は、イタリア共和国ロンバルディア州コモ県にある、人口約600人の基礎自治体（コムーネ）。

## 地理

### 位置・広がり
コモ県北西部、ルガーノ湖畔のコムーネ。ヴァル・ディンテルヴィ（インテルヴィ谷）に位置する。県都コモから北へ22kmの距離にある。

#### 隣接コムーネ
隣接するコムーネは以下の通り。
- アルタ・ヴァッレ・インテルヴィ
- ライーノ
- ポンナ
- ポルレッツァ
- ヴァルソルダ

### 地震分類
イタリアの地震リスク階級 (it) では、4 に分類される
。

## 行政

### 山岳部共同体
広域行政組織である山岳部共同体「ラーリオ・インテルヴェーゼ山岳部共同体」 (it:Comunità montana del Lario Intelvese) （事務所所在地: チェントロ・ヴァッレ・インテルヴィ）を構成するコムーネの一つである。

## 人物

### 著名な出身者
- アンドレア・ブレーニョ（イタリア語版） - 15世紀の彫刻家・建築家。